# Christian Rijavec
Christian Rijavec (ur. 18 kwietnia 1972 w Klagenfurt am Wörthersee) – austriacki narciarz, specjalista narciarstwa dowolnego. Zdobył srebrny medal w skokach akrobatycznych na mistrzostwach świata w La Clusaz. Wynik ten powtórzył 4 lata później, podczas mistrzostw świata w Meiringen. Jego najlepszym wynikiem olimpijskim jest 7. miejsce w skokach akrobatycznych na igrzyskach olimpijskich w Nagano. Brał także udział skokach akrobatycznych na igrzyskach olimpijskich w Albertville, jednakże była to wtedy tylko konkurencja pokazowa, Rijavec zajął tam 13. miejsce.
Najlepsze wyniki w Pucharze Świata osiągnął w sezonie 1995/1996, kiedy to zajął 8. miejsce w klasyfikacji generalnej, a w klasyfikacji skoków akrobatycznych był drugi. W sezonie 1994/1995 był trzeci w klasyfikacji skoków akrobatycznych.
W 2007 r. zakończył karierę.

## Osiągnięcia

### Igrzyska olimpijskie
| Miejsce | Dzień     | Rok  | Miejscowość | Konkurencja        | Zwycięzca            |
| ------- | --------- | ---- | ----------- | ------------------ | -------------------- |
| 14.     | 24 lutego | 1994 | Lillehammer | Skoki akrobatyczne | Andreas Schönbächler |
| 7.      | 18 lutego | 1998 | Nagano      | Skoki akrobatyczne | Eric Bergoust        |

### Mistrzostwa świata
| Miejsce | Dzień       | Rok  | Miejscowość | Konkurencja        | Zwycięzca         |
| ------- | ----------- | ---- | ----------- | ------------------ | ----------------- |
| 14.     | 14 marca    | 1993 | Altenmarkt  | Skoki akrobatyczne | Philippe LaRoche  |
| 2.      | 19 lutego   | 1995 | La Clusaz   | Skoki akrobatyczne | Trace Worthington |
| 5.      | 9 lutego    | 1997 | Iizuna      | Skoki akrobatyczne | Nicolas Fontaine  |
| 2.      | 13 lutego   | 1999 | Meiringen   | Skoki akrobatyczne | Eric Bergoust     |
| 13.     | 20 stycznia | 2001 | Whistler    | Skoki akrobatyczne | Alaksiej Hryszyn  |
| 18.     | 1 lutego    | 2003 | Deer Valley | Skoki akrobatyczne | Dmitrij Archipow  |

#### Miejsca w klasyfikacji generalnej
- sezon 1990/1991: 102.
- sezon 1991/1992: 27.
- sezon 1992/1993: 67.
- sezon 1993/1994: 15.
- sezon 1994/1995: 12.
- sezon 1995/1996: 8.
- sezon 1996/1997: 32.
- sezon 1997/1998: 74.
- sezon 1998/1999: 12.
- sezon 1999/2000: 10.
- sezon 2000/2001: 14.
- sezon 2001/2002: 54.
- sezon 2002/2003: 21.
- sezon 2003/2004: 48.
- sezon 2004/2005: 83.
- sezon 2005/2006: 154.
- sezon 2006/2007: 69.

#### Miejsca na podium
1. Tignes – 12 grudnia 1993 (Skoki akrobatyczne) – 3. miejsce
2. Piancavallo – 16 grudnia 1993 (Skoki akrobatyczne) – 2. miejsce
3. Whistler Blackcomb – 9 stycznia 1994 (Skoki akrobatyczne) – 2. miejsce
4. Piancavallo – 21 grudnia 1994 (Skoki akrobatyczne) – 1. miejsce
5. Whistler Blackcomb – 8 stycznia 1995 (Skoki akrobatyczne) – 1. miejsce
6. Breckenridge – 15 stycznia 1995 (Skoki akrobatyczne) – 1. miejsce
7. Lillehammer – 4 marca 1995 (Skoki akrobatyczne) – 3. miejsce
8. Hundfjället – 10 marca 1995 (Skoki akrobatyczne) – 1. miejsce
9. Hundfjället – 11 marca 1995 (Skoki akrobatyczne) – 2. miejsce
10. Lake Placid – 5 stycznia 1996 (Skoki akrobatyczne) – 1. miejsce
11. Breckenridge – 20 stycznia 1996 (Skoki akrobatyczne) – 2. miejsce
12. Mont Tremblant – 25 stycznia 1996 (Skoki akrobatyczne) – 2. miejsce
13. Mont Tremblant – 28 stycznia 1996 (Skoki akrobatyczne) – 1. miejsce
14. Kirchberg – 2 lutego 1996 (Skoki akrobatyczne) – 1. miejsce
15. Kirchberg – 3 lutego 1996 (Skoki akrobatyczne) – 2. miejsce
16. Altenmarkt – 14 marca 1996 (Skoki akrobatyczne) – 1. miejsce
17. Mont Tremblant – 8 stycznia 1997 (Skoki akrobatyczne) – 1. miejsce
18. Lake Placid – 11 stycznia 1997 (Skoki akrobatyczne) – 2. miejsce
19. Kirchberg – 19 lutego 1997 (Skoki akrobatyczne) – 2. miejsce
20. Hundfjället – 14 marca 1997 (Skoki akrobatyczne) – 1. miejsce
21. Altenmarkt – 9 lutego 1999 (Skoki akrobatyczne) – 2. miejsce
22. Mount Buller – 11 września 1999 (Skoki akrobatyczne) – 2. miejsce
23. Whistler Blackcomb – 4 grudnia 1999 (Skoki akrobatyczne) – 3. miejsce
24. Himos – 10 marca 2001 (Skoki akrobatyczne) – 3. miejsce
25. Mount Buller – 8 września 2002 (Skoki akrobatyczne) – 2. miejsce

- W sumie 10 zwycięstw, 11 drugich i 4 trzecie miejsca.